# 馬利歐·馬爾多那
馬利歐·馬爾多那（義大利語：Mario Martone；1959年11月20日—）是義大利電影導演。

## 生平
1992年，馬利歐·馬爾多那以《一個拿坡里數學家之死》於第49屆威尼斯影展獲得評審團大獎，而後他又以《维苏威火山》（1997）、《我們相信》（2010）、《青春韶華》（2014）、《卡普里革命》（2018）、《聽教父的話》（2019）及《我在這裡笑》（2021）共7次獲選為威尼斯影展正式競賽片。另外他於1995年曾以《骯髒的愛情》進入第48屆坎城影展正式競賽單元。

## 電影作品

### 劇情長片
- 1992年：《一個拿坡里數學家之死》（Morte di un matematico napoletano）
- 1995年：《骯髒的愛情（義大利語：L'amore molesto (film)）》（L'amore molesto）
- 1997年：《维苏威火山》（I vesuviani；與其他導演合導）
- 1998年：《戰爭彩排》（Teatro di guerra）
- 2004年：《血之芬芳》（L'odore del sangue）
- 2010年：《我們相信》（Noi credevamo）
- 2014年：《青春韶華》（Il giovane favoloso）
- 2018年：《卡普里革命》（Capri-Revolution）
- 2019年：《聽教父的話（義大利語：Il sindaco del rione Sanità (film)）（Il sindaco del rione Sanità）
- 2021年：《我在這裡笑》（Qui rido io）
- 2022年：《再見拿坡里（義大利語：Nostalgia (film 2022)）》（Nostalgia）
- 2025年：《外面》（Fuori）

## 外部連結
- 馬利歐·馬爾多那在互联网电影资料库（IMDb）上的資料（英文）